# Пён Джон Иль
Пён Джон Иль (кор. 변정일; род. 16 ноября 1968, Сеул) — корейский боксёр, представитель легчайшей весовой категории. Выступал за сборную Южной Кореи по боксу в конце 1980-х годов, участник летних Олимпийских игр в Сеуле. В 1990—1994 годах боксировал на профессиональном уровне, владел титулом чемпиона мира WBC.

## Биография
Пён Джон Иль родился 16 ноября 1968 года в Сеуле, Южная Корея.

### Любительская карьера
В 1988 году вошёл в основной состав южнокорейской национальной сборной и благодаря череде удачных выступлений удостоился права защищать честь страны на домашних летних Олимпийских играх в Сеуле. В категории до 54 кг благополучно прошёл первого соперника по турнирной сетке, тогда как во втором бою на стадии 1/16 финала со счётом 1:4 потерпел поражение от болгарина Александра Христова, при этом его наказали за удар головой по сопернику. Пён не согласился с судейским решением и в знак протеста отказался покидать ринг — он просидел на ринге больше часа, организаторы выключили свет и оставили его сидеть в темноте.

### Профессиональная карьера
Покинув расположение корейской сборной, в феврале 1990 года Пён Джон Иль успешно дебютировал на профессиональном уровне. Выступал исключительно на домашних рингах Южной Кореи, в течение трёх лет сумел одержать восемь побед, не потерпев при этом ни одного поражения.
В 1993 году удостоился права оспорить титул чемпиона мира в легчайшей весовой категории по версии Всемирного боксёрского совета (WBC), который на тот момент принадлежал мексиканцу Виктору Рабаналесу. Противостояние между ними продлилось все отведённые 12 раундов, в итоге судьи единогласным решением отдали победу Пёну.
Спустя два месяца корейский боксёр успешно защитил свой чемпионский пояс, выиграв по очкам у мексиканца Хосефино Суареса, однако в том же году в рамках второй защиты раздельным судейским решением уступил японцу Ясуэю Якусидзи.
В июле 1994 года между Пёном и Якусидзи состоялся матч реванш, на сей раз японец выиграл техническим нокаутом в 11 раунде, сохранив за собой чемпионский пояс. На этом поражении Пён Джон Иль принял решение завершить карьеру профессионального спортсмена.